# 姜基甲
姜 基甲（カン・ギカプ、韓国語：강기갑、1953年6月7日 - ）は、韓国の農民運動出身の政治家である。本貫は晋州姜氏。

## 概要
農民運動を経て、2004年総選挙で民主労働党（以下、民労党）から立候補して当選を果たし、政界入りした。以後、民労党の院内代表と代表（党首）を1期（2008年～2010年）務めた他、2011年12月5日に発足した統合進歩党（以下、進歩党）では院内代表の他、党代表を務めた。2012年9月に党の役職を退いた後は故郷の泗川市に戻り、梅農場を経営している。
常に民族衣装である韓服を着用しており、本人のトレードマークとなっている。夫人との間に3男1女の子供がいる。カトリック教徒。

## 年表
- 1953年6月7日、慶尚南道泗川郡（現：泗川市）生まれ
- 1971年：泗川農業高等学校卒業
- 1976年：韓国カトリック農民会入会
- 1987年～1991年：韓国カトリック農民会、慶尚南道連合会会長
- 1989年～1991年：全国農村未婚青年（チョンガー）結婚対策委員会委員長
- 1990年：泗川市農民会結成
- 1996年：泗川市農民会会長
- 1998年～1999年：全国農民会総連盟慶尚南道連盟副議長
- 1999年～2000年：全国農民会総連盟副議長
- 2000年～2003年：全国農民会総連盟慶尚南道連盟議長
- 2001年～2003年：泗川邑農業協同組合、理事及び監事
- 2004年
  - 4月15日：第17代国会議員総選挙、民労党の比例代表候補として出馬して初当選
  - 農林海洋水産委員会委員
  - 倫理特別委員会委員
  - 未来特別委員会委員
- 2008年
  - 4月9日：第18代国会議員総選挙、泗川市選挙区から民労党の地域区候補として出馬、李明博（イ・ミョンバク）大統領側近の李方鎬（イ・バンホ）事務総長を大接戦の末に破って二度目の当選を果たす[4]。
  - 7月25日：党代表の決選投票で、民労党新代表（任期2年）に選出される[5]。
- 2010年7月：第4期指導部選出（李正姫代表）に伴い党代表を退任。
- 2011年12月5日：進歩党の院内代表に就任。
- 2012年
  - 4月11日：第19代総選挙、泗川市・南海郡・河東郡選挙区から進歩党（野党統一候補）候補として出馬、落選[6]。
  - 5月14日：比例代表候補選出不正疑惑に端を発する波紋を収拾するため非常対策委員長に就任[7]。
  - 7月15日：党指導部選出選挙で進歩党新代表に選出[8]
  - 9月10日：統合進歩党を離党、同時に新党権派の新党に加わらず、事実上の政界引退を表明[9]。

東亜日報の「東亜年鑑2008　現職人名録」や姜基甲公式ホームページを参照して作成。

## エピソード
民労党代表在任中の2009年1月5日、メディア関連法案の審議の進め方に抗議して国会事務総長室に押し入り室内の備品を破壊する騒ぎを起こした。この際に事務総長の執務用机の上で飛び上がる姿がメディアで報じられ「空中浮揚議員」のあだ名を付けられた。その後公務執行妨害の容疑で起訴され、一審は無罪だったが控訴審では罰金300万ウォンの有罪判決が下った。